# Чичибабін Олексій Євгенович
Олексі́й Євге́нович Чичиба́бін (* 17 березня 1871, село Куземин колишньої Полтавської губернії, тепер Охтирського району Сумської області,— † 15 серпня 1945, Париж, Франція) — хімік-органік.

## Життєпис
В 1879—1888 роках жив з родиною у місті Лубни й навчався в Лубенській чоловічій гімназії (в одному класі з Володимиром Федоровичем Лазурським, згодом відомим вченим — філологом та літературознавцем).

### Московський період
Навчався в Московському університеті.
Викладав у московських вишах. В історію хімії увійшов як автор оригінальних праць з органічного синтезу, хімії гетероциклічних сполук та алкалоїдів. Найвідомішим доробком є реакція амідування піридину (Реакція Чічібабіна). На основі праць О. Чичибабіна за кордоном запатентовано багато патентів на одержання активних речовин для ветеринарної практики.
Під час Першої світової війни брав активну участь у створенні вітчизняної фармацевтичної промисловості.
О. Чичибабін був удостоєний високих радянських відзнак та нагород.
1930 року в родині вченого сталася трагедія — внаслідок нещасного випадку загинула єдина донька. Ця подія різко вплинула на вченого, який, не зважаючи на офіційне визнання, часто був несправедливо кривджений на батьківщині. О.Чичибабін одержав закордонне відрядження до Франції і не з власної волі не повернувся в СРСР.

### Паризький період
Наукова діяльність у Парижі для О.Чичибабіна спочатку була вдалою: академік вів наукові дослідження, керував дослідницькими лабораторіями провідних французьких концернів, консультував зарубіжні фармацевтичні компанії (зокрема, американські). О.Чичибабін видавав у Франції свої наукові праці. До двотомника досліджень з органічної хімії О.Чичибабіна блискучі рекомендації дав лауреат Нобелівської премії Ф.Гриньяр. Ця робота пропонувалась для використання у всіх французьких університетах.
З 1933 — вчений одержав кафедру в Коллеж де Франс — провідному вищому навчальному закладі французької столиці.
Весь час роботи за кордоном О. Чичибабін не поривав зв'язків з батьківщиною. Вчений бачив наслідки сталінізму в СРСР. Репресії торкнулися і його. 1936 року Академія наук СРСР виключила О. Чичибабіна зі свого складу. «Справедливості на світі немає»,— писав вчений. Нервове напруження, в якому жив і працював дослідник і педагог, призвело до тяжкої хвороби: О. Чичибабін втрачав зір внаслідок катаракти. Після окупації нацистами Європи іноземцям на території Франції заборонялось вести дослідження. Лише 1944 року вчений одержав можливість працювати в Коллеж де Франс, але було вже пізно — осліплий академік був смертельно хворий.
До сьогодні французькі колеги зберігають пам'ять про видатного вченого з України: в Коллеж де Франс на дверях його лабораторії висить пам'ятна таблиця, а поряд з нею — експозиція праць науковця.

## Родичі
Олексій Чичибабін мав відомого внучатого племінника Бориса Чичибабіна — українського поета-шістдесятника.

## Інтернет-джерела
- Алексей Евгеньевич Чичибабин(рос.)

1. ↑  www.accademiadellescienze.it